# Noniljard
Noniljard är talet 1057 i tiopotensnotation, och kan skrivas med en etta följt av 57 nollor, alltså
1 000 000 000 000 000 000 000 000 000 000 000 000 000 000 000 000 000 000 000.
Ordet noniljard kommer från det latinska prefixet nona- (nio) och med ändelse från miljard.
En noniljard är lika med en miljon oktiljarder eller en miljondel av en deciljard.
En noniljarddel är 10−57 i tiopotensnotation.